# Epiperipatus simoni
Epiperipatus simoni är en klomaskart som först beskrevs av Eugène Louis Bouvier 1898.  Epiperipatus simoni ingår i släktet Epiperipatus och familjen Peripatidae. Inga underarter finns listade i Catalogue of Life.